# Breathomica
La breathomica o volabolomica è una branca delle scienze biologiche sviluppata di recente, in particolare chi si occupa di studiare questa nuova scienza sono i Fisiologi che mediante strumentazioni avanzate, come i nasi elettronici, riescono a rendere misurabili i parametri vitali e omeostatici della persona e degli animali, analogamente all'esame del sangue o delle urine.
Questa scienza omica si occupa dell'analisi dei pattern di composti organici volatili presenti nell’espirato umano e animale (i VOCs, acronimo che sta per Volatile Organic Compounds). Queste molecole (metaboliti gassosi) sono il prodotto dei continui processi metabolici cellulari che attraverso il sangue e la circolazione cardiovascolare raggiungono i polmoni, venendo poi espulsi (o esalati) tramite l'espirazione.
La Breathomica o Volabolomica si focalizza sulla creazione di modelli di previsione in grado di interpretare la presenza ricorrente di certe combinazioni di VOCs al fine di diagnosticare diverse patologie. Si tratta di una ricerca multidisciplinare che integra la chimica, la biologia e la medicina, oltre che l'ingegneria e l'informatica (per quanto concerne la progettazione della strumentazione in grado di analizzare il composto del soffio del paziente, analizzare i dati e fornire la diagnosi).
Dal 2005 è attiva un'associazione scientifica, la International Association of Breath Research (IABR), che si occupa di raccordare le diverse ricerche sulla Breathomica, organizzando a Maastricht il Breath Summit (17-20 giugno). 
Anche in Italia la ricerca si sta sviluppando da alcuni anni: in uno studio condotto dal dipartimento di Biologia e dalla facoltà di Medicina dell'Università di Bari "Aldo Moro" è stata confermata la potenzialità di questa tecnica per la diagnosi di molteplici patologie oncologiche e respiratorie. Analogamente all'Università 'd'Annunzio' di Chieti-Pescara diversi studi sono stati condotti mediante l'analisi dei VOCs per la diagnosi di numerose patologie. Come dimostrato da questi studi I VOCs sono indicatori in numerosi stati patologici in particolare le malattie olfattive (anosmie, iposmie, disosmie, presbiosmie, iperosmia) e respiratorie, tra queste l'MCS (Sensibilità Chimica Multipla). 
Nel 2017 è stato finanziato dalla Regione Puglia un cluster tecnologico composta da aziende pugliesi e dall'Università di Bari con l'obiettivo di sviluppare il prototipo di una macchina in grado di diagnosticare precocemente i tumori al colon retto, attraverso un approccio smart, economico e non invasivo, basato sull'analisi dei composti organici volatili (VOCs) presenti nell’espirato. La ricerca, denominata "Inside the Breath" è approdata alla produzione del campionatore del respiro Mistral. Questa tecnologia, brevettata dall'azienda pugliese Predict, permette la diagnosi precoce e non invasiva di numerose patologie, anche oncologiche. Il funzionamento è molto semplice: il paziente soffia all’interno di un boccaglio monouso e Mistral immagazzina il campione di espirato in una cartuccia che verrà analizzata da un laboratorio specializzato. La presenza o meno di determinati composti organici volatili nell’espirato determinerà la diagnosi. I risultati delle cartucce già analizzate verranno conservati in forma anonima in un database cloud e utilizzati per analisi epidemiologiche su larga scala, che permettano di studiare meglio l’insorgenza e l’evoluzione della malattia. A supporto della ricerca, è stato istituito nell'aprile 2019 a Bari un Centro regionale di Breath Analysis che proseguirà la sperimentazione con fondi pubblici.